# Ryūnosuke Akutagawa
Ryūnosuke Akutagawa (în japoneză 芥川龍之介, Akutagawa Ryūnosuke; n. 1 martie 1892, Tokyo⁠(d), Tōkyō, Japonia – d. 24 iulie 1927, Tabata⁠(d), Tōkyō, Japonia) a fost un scriitor japonez al Perioadei Taishō și considerat „părintele povestirii moderne japoneze”. Cel mai important premiu literar al Japoniei contemporane este numit după el, Premiul Akutagawa. Akutagawa s-a impus, rapid, drept unul dintre reprezentanții de bază ai prozei moderne din Japonia, deși, suferind grav de o dizabilitate mentală, și-a pus capăt zilelor la 35 de ani, după ce și-a administrat o supradoză de barbital.

## Origini
Ryūnosuke Akutagawa s-a născut în Kyōbashi, Tokyo, ca al treilea copil și singurul fiu al lui Toshizō Niihara și Fuku Niihara (Akutagawa). El a fost numit Ryūnosuke - Fiul Dragonului pentru că s-a născut în Anul Dragonului, în Luna Dragonului, în Ziua Dragonului și în Ora Dragonului.

## Creația literară
Autor a peste 140 de nuvele, el a compus de asemenea poeme, eseuri, haiku-uri (poezie japoneză tradițională în formă fixă, cu o mare putere de sugestie).
Asimilând în mod profund tradițiile literare nipone, Akutagawa n-a rămas străin de căutările noi și de experimentările literare ale vremii sale. Tocmai prin îmbinarea temelor tradiționale cu formele de expresie moderne izbutește să marcheze un moment de mare strălucire în istoria contemporană a literaturii japoneze.
Tradus de timpuriu în numeroase limbi străine, Akutagawa a contribuit la stabilirea prestigiului literaturii japoneze într-o expresie dintre cele mai autentice, care folosește din plin nu numai bogăția filoanelor tradiționale, ci și valențele multiple ale unei simbolistici de profundă originalitate.
La 25 septembrie 2015, craterul Akutagawa pe Mercur a fost numit în numele lui.

## Opere alese
| Anul | Titlul în lb. japoneză                                        | Titlul aprox. în lb. română                 |
| ---- | ------------------------------------------------------------- | ------------------------------------------- |
| 1914 | 老年 Rōnen                                                    | Bătrânețe                                   |
| 1914 | 羅生門 Rashōmon                                               | Poarta Rashō                                |
| 1916 | 鼻 Hana                                                       | Nasul                                       |
| 1916 | 芋粥 Imogayu                                                  | Fiertura de cartofi dulci                   |
| 1916 | 手巾 Hankechi                                                 | Batista                                     |
| 1916 | 煙草と悪魔 Tabako to akuma                                    | Țigările și diavolul                        |
| 1917 | 尾形了斎覚え書 Ogata Ryōsai oboegaki                          | Note despre Ogata Ryōsai                    |
| 1917 | 戯作三昧 Gesakuzanmai                                         | Obsesia literaturii vulgare                 |
| 1918 | 蜘蛛の糸 Kumo no Ito                                          | Firul de păianjen                           |
| 1918 | 地獄変 Jigokuhen                                              | Paravanul din infern                        |
| 1918 | 枯野抄 Karenoshō                                              | Câmpuri veștejite                           |
| 1918 | 邪宗門 Jashūmon                                               | Poarta Jashū                                |
| 1918 | 奉教人の死 Hōkyōnin no shi                                    | Martirul                                    |
| 1919 | 魔術 Majutsu                                                  | Magic                                       |
| 1919 | 龍 Ryū                                                        | Dragonul                                    |
| 1920 | 舞踏会 Butōkai                                                | Balul                                       |
| 1920 | 秋 Aki                                                        | Toamna                                      |
| 1920 | 南京の基督 Nankin no Kirisuto                                 | Iisus din Nanjing                           |
| 1920 | 杜子春 Toshishun                                              | Tu Tze-chun                                 |
| 1920 | アグニの神 Aguni no kami                                      | Zeul din Aguni                              |
| 1921 | 山鴫 Yamashigi                                                | Becațina                                    |
| 1921 | 秋山 Akiyama                                                  | Muntele toamna                              |
| 1921 | 上海游記 Shanhai yuki                                         | Jurnal de călătorie la Shanghai             |
| 1922 | 藪の中 Yabu no naka                                           | Într-un luminiș                             |
| 1922 | 将軍 Shōgun                                                   | Generalul                                   |
| 1922 | トロッコ Torokko                                              | Vagonetul                                   |
| 1923 | 保吉の手帳から Yasukichi no techō kara                        | Din carnețelul lui Yasukichi                |
| 1924 | 一塊の土 Ikkai no tsuchi                                      | Un bulgăre de pământ                        |
| 1925 | 大導寺信輔の半生 Daidōji Shinsuke no Hansei                   | Copilăria și tinerețea lui Daidōji Shinsuke |
| 1925 | 侏儒の言葉 Shuju no kotoba                                    | Vorbele unui pitic                          |
| 1926 | 点鬼簿 Tenkibo                                                | Registrul de decese                         |
| 1927 | 玄鶴山房 Genkaku sanbō                                        | Cămăruța lui Genkaku                        |
| 1927 | 河童 Kappa                                                    | Kappa                                       |
| 1927 | 文芸的な、余りに文芸的な Bungeiteki na, amarini bungeiteki na | Literar, mult prea literar                  |
| 1927 | 歯車 Haguruma                                                 | Roata dințată                               |
| 1927 | 或阿呆の一生 Aru ahō no isshō                                 | Viața unui prost                            |
| 1927 | 或旧友へ送る手記 Aru kyūyū e okuru shuki                      | Epistolă către un vechi amic                |
| 1927 | 西方の人 Saihō no hito                                        | Bărbatul de la vest                         |